# Otho Holland Lloyd
Pour les articles homonymes, voir Lloyd.
Otho Holland Lloyd (12 novembre 1856 à Londres - 1 mars 1943 à Bournemouth) est un traducteur britannique, connu pour être le beau-frère d'Oscar Wilde.

## Biographie
Son arrière-grand-père, John Lloyd, participe à la répression de la révolte des luddites. Il est le petit-fils du député John Horatio Lloyd. Il est le fils de l’avocat britannique Horace Lloyd et de l’irlandaise Adelaide Barbara Atkinson, nièce du premier baron Hemphill Charles Hare. Il est le frère aîné de Constance Lloyd, qui épouse Oscar Wilde en 1884. Il est l'oncle de Cyril Holland et de Vyvyan Holland.
La Morning Chronicle annonce le 12 novembre 1856 : « Le 10 de ce mois, au 3 Harewood Square [Marylebone], l’épouse d’Horace Lloyd, avocat à la cour, a mis au monde un fils et héritier ». Horace est un père absent et Adelaide une mère violente. Otho les décrit comme « les deux natures les plus égoïstes et égocentriques [qui soient] ».
Il quitte la Clifton School de Bristol pour étudier les humanités classiques à l’Oriel College d’Oxford en 1876. Là-bas, il devient l’ami d’Oscar Wilde, alors étudiant au Magdalen College. Bien qu’ayant obtenu une bourse pour Oxford, il est oisif et rate des examens importants. Les Lloyd espèrent vainement qu'Otho suive une carrière juridique puis entre au Parlement. Otho tente plutôt de vivre des revenus laissés par son grand-père John Horatio.
En 1879, il assiste comme témoin au procès d’Ethel Vivian, une prostituée reconnue coupable d’escroquerie sous l’égide de son proxénète Vernon Montgomery. Celle-ci avait demandé, par le biais d’annonces dans le Times, une aide financière pour une jeune fille prétendument dans le besoin. Otho avait été berné et avait envoyé £5 à Miss Vivian.
Après avoir vécu en Suisse, il retourne en Angleterre aux côtés de sa seconde épouse Mary et de leurs enfants. Otho utilise les revenus hérités de son grand-père dans une série d'investissements spéculatifs. Il investit dans une société de développement immobilier appelée Leasehold Investment Company, qui rencontre bientôt des difficultés. Lourdement endetté, et conseillé par l'avocat de la famille M. Hargrove, il abandonne son nom de famille Lloyd au profit de son deuxième prénom Holland. Pour échapper à ses créditeurs, il retourne en Suisse.

Sa sœur Constance lui propose en 1892 puis en 1894 d'écrire un roman épistolaire à deux-mains (qui ne voit cependant pas le jour) :
« Ce doit être une intrigue plutôt légère. Un homme et une femme, fiancés chacun à un ami de l'autre, s'écrivent pour se féliciter, ils ne se sont jamais rencontrés. Ces deux premières lettres doivent se croiser, puis chacun doit s'écrire à nouveau, s'intéressant à l'autre, décrivant peut-être leur lieu de séjour. Vous pourrez décrire Pise, moi Worthing et ainsi nous tomberions peu à peu amoureux l'un de l'autre et nous proposerions enfin de rompre nos fiançailles et de nous marier. Nous sommes censés ne jamais nous être rencontrés et suggérer un lieu de rendez-vous, puis les deux dernières lettres doivent également se croiser, chacune disant à l'autre qu'il ou elle s'est réconcilié(e) à son fiancé et à sa fiancée et va se marier, en espérant que l'autre ne le prenne pas trop mal. Je pense que nous pourrions écrire de cette façon un charmant petit livre... Je vous propose, puisque vous avez beaucoup plus d'esprit que moi, d'écrire des lettres plus humoristiques et que j'en écrive de très sérieuses sur des livres que j'aurais lus. Ils doivent être des livres imaginaires, pas des livres réels et je pense que nous devrions manquer chacun l'essentiel des lettres de l'autre ».
Lors du scandale de l'emprisonnement d'Oscar Wilde en mai 1895, sa sœur Constance le rejoint en Suisse, à Glion. Otho et sa famille occupent le dernier étage d'un chalet à deux étages à Bevaix, appelé La Maison Benguerel, du nom de Mademoiselle Benguerel, la propriétaire des lieux qui habite au rez-de-chaussée, où elle fabrique du gruyère. Ils accèdent à leurs modestes chambres par un escalier en bois qui monte à l'extérieur du chalet et donne directement sur la salle à manger, qui sert également de bureau. Otho sert de précepteur à ses neveux Cyril et Vyvyan. Otho rend visite à son beau-frère en prison et convainc sa sœur de ne pas demander le divorce.
Otho et sa famille retournent en Angleterre. Il poursuit son intérêt pour les classiques et, au XXe siècle, publie un certain nombre de traductions de grec ancien : les Olynthiennes et les Philippiques de Démosthène en 1901 et Antigone de Sophocle en 1931. Mary meurt en 1940. Otho meurt le 1er mars 1943. Ils sont enterrés au cimetière Wimborne Road de Bournemouth.

## Famille
Otho fréquente Clara « Nellie » St. Clair Hutchinson. À l'été 1882, Nellie est envoyée dans un pensionnat à Lausanne en Suisse - peut-être aux frais d'Otho. La famille Lloyd déprouve l’alliance d’Otho et de Nellie, cette dernière étant gouvernante. Pendant son séjour à Lausanne, Nellie se serait occupée des deux petites filles d’une famille voisine, les Hutchinson. Etant d’une origine obscure, elle aurait pris leur nom pour devenir suffisamment respectable et épouser Otho. Seule Constance se prononce en faveur du mariage, qui a finalement lieu en juin 1884. Ils ont deux fils : le peintre Otho Lloyd né le 6 juillet 1985 et le poète et boxeur Fabian Avenarius dit Arthur Cravan né le 22 mai 1987.

Deux mois après la naissance d’Arthur, Otho abandonne sa famille et emménage avec Mary Winter, à Lausanne. Mary Winter est une amie de Nellie, rencontrée au pensionnat de Lausanne. Son nom de famille viendrait du fait qu'elle fut trouvée, bébé, abandonnée dans un sac à main au milieu de l'hiver. Cette anecdote familiale a pu inspirer Oscar Wilde pour L'Importance d'être Constant, pièce de théâtre dans laquelle le personnage Jack Worthing dit avoir été découvert dans un sac à main lorsqu'il était bébé. Constance Lloyd écrit à son frère en juillet 1887 : 
« Je n’ose imaginer que vous vous rendiez compte du coût, du fardeau que vous imposez à la pauvre petite Nellie. Elle écrit avec beaucoup de douceur et de gentillesse, mais c'est une enfant tout à fait inapte à s'occuper de deux enfants, de deux garçons, entièrement seule et sans les soins d'un père. Je croyais que vous aviez un sentiment inébranlable des devoirs de parents qui vous aurait empêché d’abandonner les petits ». 
Nellie demande le divorce et épouse le médecin suisse Henri Grandjean. Otho et Mary ont trois enfants : Eugène, Hester et Horace. En 1963, ses descendants ajoutent les mots « Epouse d'Oscar Wilde » sur la tombe de Constance à Gênes.